# Uglješa Šajtinac
Uglješa Šajtinac (en cirílico serbio: Угљеша Шајтинац, Zrenjanin, 1 de octubre de 1971) es un escritor y dramaturgo serbio.

## Vida y obra
Uglješa Šajtinac, hijo de una actriz y un poeta, escritor y dramaturgo, estudió dramaturgia en la Facultad de Artes Dramáticas de la Universidad de las Artes de Belgrado, se graduó con dos premios en 1999, trabajó como dramaturgo en el Teatro Nacional Serbio de Novi Sad desde 2003 a 2005, y después de eso se convirtió en profesor de dramaturgia en la Academia de Artes de la Universidad de Novi Sad.
Šajtinac es el único dramaturgo serbio en la historia del teatro internacional, del cual un drama se estrenó en el área de idioma inglés. La escritura de este drama, que lleva el nombre de la ciudad de Huddersfield, se inspiró en su estancia allí en 2000, y en 2004 ha presentado por primera vez en Leeds Playhouse. Este drama fue parte del repertorio del Teatro de Drama Yugoslavo en Belgrado durante unos diez años, y escenificado en Alemania (Berlín), en los Estados Unidos de América (Chicago ), en Croacia (Zagreb) y en Bosnia y Herzegovina (Sarajevo). El escritor también participó en la creación del guion cinematográfico por la película del mismo nombre en 2007.
Sus obras literarias consisten en novelas, cuentos y obras de teatro, narraciónes sobre identidad y hogar, así como sobre migración y sus causas. En muchos cuentos, el autor se refiere con frecuencia a su región de origen multinacional en Vojvodina, que anteriormente perteneció al histórico Banat y luego al condado húngaro de Torontál.
El autor también escribe con gran empatía por los niños. Sus versiones dramatizadas de la novela Robinson Crusoe (La vida en una isla desierta y Robinson y los piratas) se presentaron en 2003 y 2004 durante el Festival anual de verano de BELEF en la isla Ciganlija. La obra de teatro Vida en una isla deserta se jugó en tres parques de la ciudad de Nueva York en el verano de 2009. También escribió una versión textual de su primer libro infantil Claro del halcón para el teatro de títeres, presentado por primera vez en el Teatro Nacional de su ciudad natal. El libro Čarna y Nesvet, una fábula sobre un cuervo y una lumbrícido de tierra, recibió el premio de la revista Politikin Zabavnik en 2013. El libro Una banda de mascotas no deseadas ha sido incluido en el catálogo de literatura recomendada para niños de 2019 de la Biblioteca Internacional de Jóvenes de Múnich. Este catálogo llamado „White Ravens“ se presenta todos los años en la Feria del Libro de Fráncfort y es una publicación prestigiosa para editores de literatura infantil en el mercado internacional del libro.
El es uno de los ganadores del Premio de Literatura de la Unión Europea en 2014. Ha ganado numerosos premios prestigiosos en su país.

## Obras literarias seleccionadas
Obras de teatro
- Rekviziter (El Utilero), estreno en el Teatro de Drama de Belgrado, 1999
- Huddersfield, estreno mundial en Leeds Playhouse, 2004
- Banat (Banato), estreno en el Teatro de Drama Yugoslavo de Belgrado , 2007
- Lepet mojih plućnih krila (Mis pulmones revoloteando), estreno en el Teatro Nacional de Sombor, 2009.
- Animals (Animales), estreno en el Teatro de la Ciudad de Kruševac, 2018

Prosa (Novela, Narración)
- Čuda prirode : prilozi za odbranu poezije (Maravillas naturales: contribuciones a la defensa de la poesía), 1993
- Čemer : libreto za krut košmar (¡Ay! : libreto para una cruel pesadilla), 1998
- Vok on! : manifest razdraganog pesimizma (¡Caminar!: manifiesto de feliz pesimismo), 2007
- Sasvim skromni darovi (Regalos bastante modestos), 2011
- Žena iz Huareza (Mujer de Juárez), 2017

Literatura infantil
- Vetruškina ledina (Claro del halcón), 2005
- Čarna i Nesvet (Čarna y Nesvet), 2013
- Banda neželjenih ljubimaca (Una banda de mascotas no deseadas), 2017

## Premios y reconocimientos
- Premio „Josip Kulundžić“ como mejor estudiante de dramaturgia, 1999
- Premio „Slobodan Selenić“ al mejor trabajo de graduación, 1999
- Premio „Sterijina“ al mejor texto dramático contemporáneo, 2005
- Segundo premio al mejor guion cinematográfico en 2007 en el festival de escritura de guiones, Vrnjačka Banja
- Premio „Ibis“ al mejor guion en el primer festival de cine serbio, Novi Sad, 2007
- Premio literario „Biljana Jovanović“, 2007
- Distinción del jurado por el mejor guion en el festival de cine „Wiosna“, Varsovia, 2008
- Premio al mejor texto teatral en la cuadragésima reunión de los teatros de títeres profesionales de Serbia, Niš, 2008
- Premio literario Vital, 2011
- Premio literario „Borisav Stanković“, 2011
- Premio de la revista Politikin Zabavnik, 2013
- Premio literario „Andrićeva“, 2014
- Premio literario de la Unión Europea, 2014
- Premio literario „Isidora Sekulić“, 2017
- Premio literario „Sima Cucić“, 2018